# G'MIC
G'MICは、自由かつオープンソースの画像処理フレームワークである。これは、複雑なマクロの作成が可能なスクリプト言語を定義している。元々、コマンドラインインターフェースを通してのみ使用可能であったが、現在ではGIMPプラグインとして利用できる。また、G'MICは、Kritaによってもサポートされている。G'MICはCeCILLライセンスの元でライセンスされている。

## 概要

### コマンドライン
G'MICは、主としてシェルから呼び出せるスクリプト言語である。例えば、画像を表示するには:
```
gmic
 
image.jpg

```

このコマンドはファイルimage.jpgに含む画像を表示し、値の吟味中に拡大することが可能である。
G'MICは、複数のフィルターを順々に適用することが可能である。例えば、画像をクロップしてリサイズするには:
```
gmic
 
image.jpg
 
-crop
 
0
,0,250,250
 
-resize
 
50
%,50%

```

### GIMPプラグイン
G'MICは最も人気なGIMPプラグインの一つである。これは数百の異なったフィルターを含んでおり、それぞれプレビュー及び設定パラメータが提供されている。

### G'MICオンライン
Gimpプラグインで利用可能なフィルタの大部分は、オンラインでも利用可能となっている。

### ZArt
ZArtはWebカメラの画像をリアルタイムで加工するためのGUIである。

### libgmic
LibgmicはサードパーティアプリケーションにリンクされるC++ライブラリである。